# Andrej Vlagyimirovics Pjatnyickij
Andrej Vlagyimirovics Pjatnyickij (oroszul: Андре́й Влади́мирович Пя́тницкий; Taskent, 1967. szeptember 27. –) orosz válogatott labdarúgó, edző.

## Pályafutása

### Klubcsapatban
Taskentben született. Pályafutását is szülővárosában kezdte a Paxtakor Taskent csapatában. 1986-ban a CSZKA Moszkva szerződtette, ahol egy évig játszott majd visszatért a Paxtakorhoz. 1992 és 1997 között a Szpartak Moszkva játékosa volt, melynek tagjaként négy orosz bajnoki címet szerzett (1992, 1993, 1994, 1996).  

### A válogatottban
Tagja volt az 1990-ben Európa-bajnokságot nyerő szovjet U21-es válogatottnak. 1990-ben egy mérkőzésen lépett pályára a szovjet válogatottban. 1992-ben öt mérkőzésen két alkalommal volt eredményes a FÁK színeiben, illetve két mérkőzésen pályára lépett az üzbég válogatottban is. 1993 és 1995 között 10 alkalommal játszott az orosz válogatottban és 2 gólt szerzett. Részt vett az 1994-es világbajnokságon.

#### Nemzetközi góljai (FÁK)
| # | Dátum             | Helyszín               | Ellenfél | Eredmény | Végeredmény | Sorozat    |
| - | ----------------- | ---------------------- | -------- | -------- | ----------- | ---------- |
| 1 | 1992. január 29.  | San Salvador, Salvador | Salvador | 1–0      | 3–0         | Barátságos |
| 2 | 1992. február 12. | Jeruzsálem, Izrael     | Izrael   | 1–0      | 2–1         | Barátságos |

#### Nemzetközi góljai (Oroszország)
| # | Dátum               | Helyszín                                  | Ellenfél     | Eredmény | Végeredmény | Sorozat              |
| - | ------------------- | ----------------------------------------- | ------------ | -------- | ----------- | -------------------- |
| 1 | 1993. szeptember 8. | Üllői úti Stadion, Budapest, Magyarország | Magyarország | 1–0      | 3–1         | 1994-es vb-selejtező |
| 2 | 1994. május 29.     | Luzsnyiki Stadion, Moszkva, Oroszország   | Szlovákia    | 1–1      | 2–1         | Barátságos           |

## Sikerei, díjai

### Játékosként
Szpartak Moszkva
- Orosz bajnok (4): 1992, 1993, 1994, 1996
- Szovjet kupagyőztes (1): 1992
- Orosz kupagyőztes (1): 1994

Szovjetunió U21
- U21-es Európa-bajnok (1): 1990